# Nationaltheater des Dramas Lessja-Ukrajinka
Das Nationaltheater des Dramas Lessja-Ukrajinka (ukrainisch Національний академічний драматичний театр імені Лесі Українки Nazionalnyj akademitschnyj dramatytschnyj teatr imeni Lessi Ukrajinky) ist ein Theater in der ukrainischen Hauptstadt Kiew.
Dem nach der ukrainischen Dichterin, Dramaturgin und Übersetzerin Lessja Ukrajinka benannten Theater wurde 1994 der Status eines Nationaltheaters verliehen.
Direktor des Theaters ist seit 1994 der Volkskünstler der Ukraine (1980), Träger des Taras-Schewtschenko-Preises (1983) und Held der Ukraine (2013) Mychajlo Resnikowytsch (Михайло Ієрухімович Резнікович).

## Lage
Das Nationale akademische Theater des Dramas benannt nach „Lessja Ukrajinka“, so die wörtlich übersetzte offizielle Bezeichnung, liegt im zentralen Kiewer Rajon Schewtschenko in der Bohdan-Chmelnyzkyj-Straße Nr. 5 nahe dem Chreschtschatyk am U-Bahnhof Teatralna. Gegenüber befindet sich das Museum der Geschichte Kiews.

## Geschichte
In dem 1875 nach Plänen des Architekten Wladimir Nikolajew erbauten Theatergebäude wurde 1891 ein ständiges russisches Theater gegründet. Dieses wurde zur Grundlage des Theater der ukrainischen Sowjetrepublik, benannt nach Lenin, das am 15. Oktober 1926 seine erste Spielzeit begann. Zum 70. Geburtstag von Lessja Ukrajinka wurde das Theater 1941 nach ihr benannt. 1946 wurde das Theater mit dem Orden des Roten Banners der Arbeit ausgezeichnet, 1966 erhielt es aufgrund seiner künstlerischen Leistungen, im Zusammenhang mit dem 40. Jahrestag der Theatergründung, den Ehrentitel eines Akademischen Theaters und 1994 erhielt es des Status eines Nationaltheaters.